# MA 2412 – Die Staatsdiener
Pour plus de détails, voir Fiche technique et Distribution.
MA 2412 – Die Staatsdiener (en français, MA 2412 - Les fonctionnaires d'État) est un film autrichien réalisé par Harald Sicheritz sorti en 2003.
Il s'agit de l'adaptation de la série télévisée.

## Synopsis
Sous la forme d'un documentaire, le film raconte le passé des personnages principaux, leurs entrées dans ce service municipal et la fin de toutes ces histoires de bureaux ; c'est pourquoi il y a souvent des retours en arrière. On voit Engelbert Breitfuß enfant être initié par son père à la vie de bureau. Michael Weber connaît une carrière sans obstacles mais se retrouve bizarrement dans ce service municipal. Knackal était auparavant vendeuse de saucisses ; un jour, le maire lui découvre un talent caché et l'embauche auprès de lui. D'autres retours dans le passé montrent l'histoire du service au temps de l'âge de pierre, dans la Rome antique, à l'époque de Marie-Thérèse, du Congrès de Vienne et au début de la Seconde République.

## Fiche technique
- Titre original : MA 2412 – Die Staatsdiener
- Réalisation : Harald Sicheritz assisté d'Ulrike Dickmann
- Scénario : Alfred Dorfer, Roland Düringer, Harald Sicheritz
- Musique : Peter Herrmann, Lothar Scherpe
- Direction artistique : Bertram Reiter
- Costumes : Thomas Oláh
- Photographie : Thomas Kürzl
- Son : Walter Amann
- Montage : Ingrid Koller (de)
- Production : Kurt J. Mrkwicka
- Société de production : MR Film (de)
- Société de distribution : Filmladen (de)
- Pays d'origine :  Autriche
- Langue : allemand autrichien
- Format : Couleur - 1,85:1 - Dolby Digital - 35 mm
- Genre : Comédie
- Durée : 97 minutes
- Dates de sortie :
  - Autriche : 25 décembre 2003.

## Distribution
- Alfred Dorfer : Michael Weber
- Roland Düringer : Engelbert Breitfuß
- Monica Weinzettl (de) : Silvia Knackal
- Karl Ferdinand Kratzl (de) : M. Claus
- Wolfgang Böck : M. le maire
- Barbara Stöckl : Barbara Stöckl
- Peter Fröhlich : Le père de Breitfuß
- Reinhard Nowak : Le détective
- Hans-Michael Rehberg : L'impérator
- Andrea Händler : Mme Fazekas
- Evelyn Engleder (de) : Mme le maire
- Erwin Steinhauer : Le camarade politique 1
- Fritz Muliar : Le camarade politique 2
- Wolfgang Pissecker (de) : Le camarade politique 3
- Erika Mottl (de) : Mama Weber
- Andreas Vitásek (de) : Le perruquier
- Hans Krankl : Hans Krankl
- Richard Sammel : Le directeur
- Johannes Silberschneider : L'ouvrier
- Margarete Tiesel : Magd
- Karl Künstler: Kopier-Fredi
- Eva Billisich : Mme Zappletal
- Christian Tramitz (de) : Le président du Conseil
- Howard Nightingall : Le professeur d'anglais
- Valerie Thile : La serveuse
- Bibiana Zeller : Mme Ziegler
- Kari Rakkola : Le Finlandais
- Wolfram Berger : Le Suisse
- Michaela Rosen (de) : Le négociateur européen
- Eva Lorenzo : La scientifique
- Martin Brambach : Le scientifique
- Harald Krassnitzer (de) : Le fonctionnaire du Parlement Européen